# Christa Thöne-Reineke
Christa Thöne-Reineke (* 6. August 1965 in Bad Driburg) ist eine deutsche Tiermedizinerin und Hochschullehrerin.

## Leben
Von 1988 bis 1994 studierte sie Veterinärmedizin an der FU Berlin (1994 tiermedizinisches Staatsexamen und Approbation als Tierarzt). 1997 wurde sie  am FB Veterinärmedizin FU Berlin zum Dr. med. vet. promoviert. 2000 erwarb sie den Fachtierarzt für Versuchstierkunde bei der Landestierärztekammer Berlin. Nach der Habilitation 2012 wurde sie 2014 Professorin für die Fächer Tierschutz, Tierverhalten und Versuchstierkunde an der FU Berlin.

## Schriften (Auswahl)
- Charakterisierung human Endothelin 1 transgener Mäuse. Berlin 1997, OCLC 64642308.
- Präventions- und Interventionsstudien in experimentellen Schlaganfallmodellen in der Ratte. Berlin 2013.